# Novo Nordisk
Novo Nordisk est une entreprise pharmaceutique danoise. Elle est spécialisée dans les traitements contre le diabète mais aussi dans l'hémostase, l'hormone de croissance, les traitements hormonaux et l'obésité.
En 2022, elle était la 6e entreprise pharmaceutique du monde en termes de valeur marché.
En septembre 2023, Novo Nordisk devient la 1re capitalisation boursière en Europe grâce au succès de son antidiabétique coupe-faim sémaglutide (Ozempic, Wegovy). Toutefois, Novo Nordisk souffre en 2024-2025 d'une concurrence accrue d'Eli Lilly, et perd son brevet de fabrication au Canada du sémaglutide le 4 janvier 2026 à la suite d'une stupéfiante bévue, ce qui fait chuter la capitalisation boursière de l'entreprise à partir de l'été 2024.

## Histoire
Novo Nordisk est issu de la fusion en 1989 entre deux sociétés pharmaceutiques danoises : Novo Industri et Nordisk Gentofte.
En janvier 2017, Novo Nordisk annonce avoir fait une offre d'acquisition sur Ablynx de 2,6 milliards d'euros, offre que ce dernier a refusé. En janvier 2018, l'entreprise Sanofi surenchérit sur Novo Nordisk pour acquérir Ablynx, avec une proposition de 3,9 milliards d'euros. À la suite de cette proposition, Novo Nordisk renonce à l'acquisition.
En août 2018, Novo Nordisk annonce l'acquisition de Ziylo, une entreprise britannique spécialisée dans les insulines gluco-sensibles, pour 800 millions de dollars.
En juin 2020, Novo Nordisk annonce l'acquisition de Corvidia Therapeutics, une entreprise spécialisée dans les traitements cardiovasculaires, pour 725 millions de dollars.
En novembre 2020, Novo Nordisk annonce l'acquisition d'Emisphere Technologies, entreprise spécialisée dans les comprimés, pour 1,8 milliard de dollars.
En juillet 2021, Novo Nordisk annonce l'acquisition de Prothena, entreprise américaine spécialisée en cardiomyopathie, pour 1,23 milliard de dollars. En novembre 2021, Novo Nordisk annonce l'acquisition de Dicerna Pharma pour 3,3 milliards de dollars.
En juin 2023, Novo Nordisk rachète Biocorp, une société française spécialisée dans le développement et la fabrication de dispositifs médicaux et de systèmes d’administration de médicaments injectables pour 154 millions d’euros.
En septembre 2023, Novo Nordisk devient la 1re capitalisation boursière en Europe grâce au succès de son antidiabétique coupe-faim sémaglutide (Ozempic, Wegovy).
En février 2024, Novo Nordisk annonce l'acquisition pour 16,2 milliards de dollars de Catalent, façonnier impliquée dans la fabrication du Wegovy.
En mars 2024, après l'annonce de la sortie d'un nouveau traitement contre l'obésité, l’amycrétine, la valeur de Novo Nordisk grimpe de 8,33 % à 556 milliards d'euros, plaçant l'entreprise à la 12e place mondiale, au-dessus de Tesla.
En mai 2025, Lars Fruergaard Jorgensen, directeur général de Novo Nordisk depuis 2017, démissionne. L'entreprise est confrontée aux difficultés du marché. Les investisseurs craignent que le premier médicament contre l'obésité commercialisé par Novo perde sa position au profit d'Eli Lilly, dont les prescriptions américaines pour son produit contre l'obésité Zepbound dépassent celles de Wegovy depuis la mi-mars 2025, et qui développe un nouveau produit, l'Orforglipron. En outre, suite à un défaut de renouvellement de brevet du Wegovy au Canada, des génériques vont y apparaître à compter du 4 janvier 2026,. En effet, Novo Nordisk perd son brevet de fabrication du sémaglutide au Canada le 4 janvier 2026 à la suite d'une stupéfiante bévue, ce qui fait chuter la capitalisation boursière de l'entreprise à partir de l'été 2024.

## Sites de production
L'entreprise dispose d'un site de production en France, à Chartres, depuis 1961. Celui-ci produit des cartouches d’insuline, il assemble et conditionne également des stylos injecteurs d'insuline. Le site emploie 1 600 salariés en 2023. À la suite du succès de l'antidiabétique Ozempic (alias Wegovy), l'entreprise annonce fin 2023 qu'elle va réaliser à Chartres un investissement de 2,1 milliards d'euros et augmenter ses effectifs de 500 salariés.
L'entreprise dispose d'un site de production en Algérie, à Tizi Ouzou LMTO, depuis 2006. Celui-ci produit de la forme sèche « NovoFormine » et de la « NovoNorme » en 2020.
L'entreprise dispose aussi d'un autre site de production en Algérie, à Blida, LMB. Celui-ci produit assemble et conditionne également des stylos injectables d'insuline PenFlex.
Globalement, Novo Nordisk dispose de seize sites de production dans 9 pays (outre le Danemark, la France et l'Algérie, les autres sites de production sont aux USA, en Chine, au Japon, au Brésil, en Iran et en Russie) , ainsi que 10 centres de Recherche et Développement situés dans cinq pays (Chine, Danemark, Etats-Unis, Inde et Royaume-Uni).

## Produits et marques
Levemir est la marque pour une insuline de recombinaison d'ADN. C'est un analogue d'insuline à action lente avec un substitut Lys-(N-tetra decanoyl) pour B28, le 28e acide-aminé sur la chaîne B de l'insuline. C'est un substitut soluble pour l'injection. Levemir est utilisé pour traiter les patients adultes diabétiques pour le contrôle de taux élevés de sucre dans le sang.
Norditropine est le nom de marque de la somatropine, une hormone polypeptide d'ADN recombiné. Elle comprend une séquence identique de 191 acides aminés que l'on trouve naturellement dans l'hormone humaine pituitaire de croissance (hGH).
Novolin R est la marque de la compagnie pour l'insuline standard.
NovoLog (ou NovoRapid) est la marque pour l'aspartate d'insuline, un substitut à action rapide pour injection. Elle a un acide aspartique substitué sur le B28.
Novolog mix 70/30 est un mélange de 70 % d'une protamine asparte d'insuline en suspension avec 30 % d'asparte d'insuline pour injection.
NovoSeven est une recombinaison de Facteur VII. C'est une pro enzyme protéase serine glycosylée dépendante de la vitamine K. Elle est utilisée dans le traitement de l'hémophilie lors des épisodes de saignement ou en prévention en cas d'intervention chirurgicale. NovoSeven est utilisé pour des injections intraveineuses.
Tresiba est le nom de marque de l’insuline dégludec. C'est une insuline basale de nouvelle génération administrée en une injection quotidienne. Avec une durée d’action supérieure à 42 heures, elle est la première insuline basale à offrir aux patients diabétiques la possibilité d’adapter, si besoin, l’heure de l’injection quotidienne.

## Logo de l'entreprise

Logo Novo Nordisk.

Le logo de Novo Nordisk depuis la fondation de l'entreprise est le taureau Apis, un des animaux sacrés de l'Égypte ancienne. Apis est la réincarnation de Ptah, le créateur de l'univers, de la cité sacrée de Memphis et le patron des artisans. Le logo est une reproduction stylisée d'une statuette égyptienne datée de 664 à 323 avant notre ère. Elle est richement décorée de symboles représentant notamment l'éternelle dualité de la vie, la nuit et le jour, la vie et la mort. Le choix de ce symbole suit la vieille tradition européenne d'identifier les sujets pharmaceutiques de symboles animaliers.

## Controverses
En 2010, Novo Nordisk a enfreint le code de conduite de l'Association of the British Pharmaceutical Industry en ne fournissant pas d'informations sur les effets secondaires du Victoza et en faisant la promotion du Victoza avant l'obtention de l'autorisation de mise sur le marché.
En 2013, Novo Nordisk a dû rembourser 3,6 milliards de couronnes danoises à l'administration fiscale danoise en raison de prix de transfert erronés.
En mars 2013, un débat a vu le jour dans lequel des scientifiques se sont demandé si la classe des incrétines des médicaments contre le diabète - à laquelle appartient Victoza - présentait un risque accru d'effets secondaires au niveau du pancréas, tels que la pancréatite et le cancer du pancréas. Il a été conclu que les données actuellement disponibles ne confirmaient pas ces inquiétudes.
En octobre 2013, des lots d'insuline NovoMix 30 FlexPen et Penfill ont été rappelés dans certains pays européens, leur analyse ayant montré qu'un faible pourcentage des produits de ces lots ne répondait pas aux spécifications relatives à la concentration d'insuline.
En septembre 2017, Novo Nordisk a accepté de payer 58,7 millions de dollars pour mettre fin à une enquête du ministère de la Justice des États-Unis sur l'absence de divulgation par la FDA aux médecins du risque de cancer pour leur médicament contre le diabète, Victoza.
En mars 2023, Novo Nordisk a été suspendu de l'Association of the British Pharmaceutical Industry (ABPI) pour une période de deux ans. C'est seulement la huitième fois au cours des 40 dernières années que l'ABPI inflige une telle sanction à une organisation membre. En conséquence, le Royal College of General Practitioners et le Royal College of Physicians ont mis fin à leur partenariat d'entreprise, car il s'agissait d'une violation de leurs directives en matière d'éthique. Le directeur général de Novo Nordisk au Royaume-Uni, Pinder Sahota, a choisi de démissionner de son poste de président de l'ABPI avant la suspension.
En octobre 2023 , Novo Nordisk estime s'être fait duper après l'achat à 1,3 milliard de dollars de l'Ocedurenone, un candidat-médicament que développait alors la biotech singapourienne KBP Biosciences. Des résultats d'essais cliniques trompeurs auraient sciemment induit Novo en erreur. En février 2025, un jugement de la justice de Singapour révèle que Novo Nordisk a demandé le gel des avoirs de la biotech et de son propriétaire, le temps d'obtenir justice en saisissant à New York une cour d'arbitrage américaine. Il espère récupérer jusqu'à 830 millions de dollars, selon ce document.

## Sponsoring
La marque sponsorise une équipe cycliste depuis 2013 : l'équipe cycliste Novo Nordisk.
La marque est membre fondateur et sponsorise l'association américaine du diabète (American Diabete association) qui publie des contenus éducatifs pour les professionnels de santé, et du public. Elle partage ce rôle de financeur avec d'autres entreprises du secteur telles que : Sanofi (100 000 $+/an), BD (100 000 $+/an), Pfizer (100 000 $+/an), Dexcom (100 000 $+/an), Abbott (100 000 $+/an), Merck (500 000 $+/an), Lilly Diabetes (1 000 000 $+/an).